# Robert (évêque de Rennes)
Pour les articles homonymes, voir Robert.
Robert (évêque de Rennes) (mort le 9 décembre 1167), est évêque de Rennes de 1166 à 1167.

## Biographie
Robert est chanoine régulier à l'Abbaye Saint-Pierre de Rillé près de Fougères lorsqu'il succède comme évêque de Rennes à Étienne de La Roche-Foucauld. Son épiscopat est très bref car il meurt dès le 9 décembre 1167 selon le nécrologue de Rillé.